# Hans Olrik
Hans Thorvald Olrik (født 12. juli 1862 i København, død 12. juni 1924 sammesteds) var en dansk historiker og skolemand, søn af kunstneren Henrik Olrik, bror til Benedicte Olrik (gift Brummer), Dagmar, Eyvind, Axel, Jørgen og Povl Olrik.
Hans Olrik blev student i 1879 og cand.theol. i 1885. Med udgangspunkt i kirkehistorien kom han ind på et grundigt studium af Danmarks historie i den ældre middelalder, hvorom han har skrevet Knud Lavards Liv og Gærning (1888), "Biskop Valdemar og den danske Krone" i Aarbøger for nordisk Oldkyndighed og Historie (1892), "To enslydende danske Kongebreve fra 1230" trykt i samme tidsskrift (1895), "Bidrag til Belysning af Valdemarssønnernes Tidsalder" i Historisk Tidsskrift (1897), Absalon I-II (1908-1909), Abbed Vilhelm af Æbelholt (1912) og Ridderliv og Korstogskultur (1921). Han har også oversat Danske Helgeners Levned (1893-1894).
Hans hovedværk var Konge og Præstestand i den danske Middelalder i to bind (1892-1895), hvis første bind var den disputats, som Olrik blev dr.phil. på, og var en kritisk og indsigtsfuld fremstilling af hele emnet.
Fra tidlig tid arbejdede Olrik som lærer og var fra 1891 medlem af Kommissionen for Skolelærereksamen. I 1893 sendte Kultusministeriet ham til udlandet for at studere seminarieundervisningen; i en rejseberetning fra 1895 skrev han om Højere Seminarier i Frankrig og Tyskland samt Fortsættelseskursus i Schweiz og Østrig, og han skrev også et udkast til en plan om en tilsvarende indretning for Danmark. Det blev ikke gennemført. I 1895 blev Olrik forstander for Statens Lærerkursus, der under hans ledelse blev et hovedled i den danske lærers uddannelse. Fra 1906 hed kurset Statens Lærerhøjskole.
Fra 1897 var Olrik sekretær i den danske afdeling af Letterstedtska föreningen, og i 1911-1920 var han formand for Dansk Historisk Fællesforening. Han blev medlem af Det kongelige danske Selskab for Fædrelandets Historie den 18. april 1904.
Olrik, der blev titulær professor i 1894, Ridder af Dannebrog i 1901 og Dannebrogsmand i 1920, giftede sig 27. maj 1887 med pianist Elisabeth Cathrine Bruun, datter af justermester Ernst Bruun. Efter hendes død (7. april 1896) indgik han d. 29. januar 1898 ægteskab med Dagmar Hansen.
Olrik er gengivet i blyantstegning af Henrik Olrik 1864 (i familieeje). Maleri af samme ca. 1864 ligeså. Tegninger af samme 1874, 76 og 77. Maleri af Benedicte Brummer 1908 (i familieeje) og af Sigurd Wandel 1921 på Statens Lærerhøjskole.
Han er begravet på Vestre Kirkegård.